# Simon Paap
Simon Jane Paap (Zandvoort, Nederland, 25 mei 1789 - Dendermonde, België, 2 december 1828) was een bekende Nederlandse dwerg.
Simon Paap was slechts 84,0 centimeter lang en 14 kilo zwaar. Dit maakte hem in Nederland en de omringende landen tot een opmerkelijke verschijning. In de Grote of Sint-Bavokerk in het centrum van Haarlem is de lengte van Simon Paap aangegeven met een zwart marmeren staaf, vlak naast die van de al even bekende reus Daniël Cajanus, die een eeuw eerder leefde. Paap stierf aan de gevolgen van een ontsteking aan de long. Hij werd begraven in Zandvoort, maar zijn stoffelijk overschot werd later geroofd.
- Biografisch Portaal: 73627425
- Digitale Bibliotheek voor de Nederlandse Letteren: paap006
- International Standard Name Identifier: 0000 0003 9062 8696
- Nederlandse Thesaurus van Auteursnamen: 33003183X
- Virtual International Authority File: 284290496